# 181
181 (CLXXXI) var ett normalår som började en söndag i den julianska kalendern.

## Händelser

### Okänt datum
- Kaledonierna tränger över Antonius mur i nuvarande Skottland.
- Den romerske kavallerigeneralen Lucius Artorius Castus skickas till Britannien.
- Vulkanen vid Tauposjön på Nya Zeeland får ett utbrott, vilket är ett av de största vulkanutbrotten på jorden under de senaste 5.000 åren. Effekterna av detta utbrott märks både i Kina och Rom.

## Födda
- Han Xiandi, kinesisk kejsare av Handynastin
- Zhuge Liang, rådgivare till Liu Bei

## Avlidna
- Tan Shi Huai, ledare för Xianbeistammarna (se vidare Wu Hu)